# Alnwick Castle

Alnwick Castle är ett slott i Alnwick, Northumberland, England. 
Yves de Vescy, baron av Alnwick, lät bygga de första delarna av borgen 1096. Den byggdes för att försvara Englands norra gräns mot skotska invasioner och har funnits i släkten Percys ägo, earler och senare hertigar, av Northumberland sedan 1309. 
Den sjätte earlen av Northumberland genomförde en renovering under 1500-talet. Under 1700-talets andra hälft genomförde Robert Adam många förändringar. Interiören gjordes i gotisk arkitektur, som inte alls var typisk för hans verk, vilka vanligen var nyklassicistiska. En stor del av Adams verk finns kvar, men få, eller inga i de rum som visas för allmänheten, vilka dekorerades om under den viktorianska eran. Alnwick Castle har två parker.
Slottet är i gott skick och används för många ändamål, förutom bostad för hertigen och hans familj. Sedan andra världskriget har delar av det använts för utbildningsändamål. Tre av borgens torn används som utställningslokaler.
Borgen har även använts i filmer och TV-serier som Harry Potter och de vises sten, Harry Potter och Hemligheternas kammare, Robin av Sherwood, Robin Hood: Prince of Thieves, Svarte Orm, Ivanhoe och Downton Abbey.